# 曾鵬 (正德進士)
曾鹏，字元翰，廣東琼山县（今屬海南省）宅念人，明朝政治人物，同进士出身。

## 生平
正德九年（1514年），登甲戌科进士。正德十一年（1516年）任福建龍溪縣知縣。擢刑部主事。歷福建副使，改贵州都勻兵備副使。